# Mireval-Lauragais
Mireval-Lauragais [miʁval loʁaɡɛ] ist eine südfranzösische Gemeinde mit 193 Einwohnern (Stand 1. Januar 2022) im Département Aude in der Region Okzitanien.

## Lage
Mireval-Lauragais liegt im Herzen der alten Kulturlandschaft des Lauragais in einer Höhe von etwa 170 Metern ü. d. M. und etwa 44 Kilometer (Fahrtstrecke) westlich von Carcassonne bzw. etwa 8,5 Kilometer südlich von Castelnaudary.

## Bevölkerungsentwicklung
| Einwohner                  | 238 | 206 | 168 | 147 | 164 | 161 | 160 | 160 | 154 | 163 |
| Quellen: Cassini und INSEE |     |     |     |     |     |     |     |     |     |     |

Im 19. Jahrhundert hatte der Ort stets zwischen 400 und 600 Einwohner. Die Mechanisierung der Landwirtschaft und der damit verbundene Verlust von Arbeitsplätzen führte seitdem zu einem deutlichen Rückgang der Einwohnerzahl.

## Wirtschaft
Die Umgebung des Ortes ist immer noch geprägt von der Landwirtschaft, die sich im ausgehenden Mittelalter und der frühen Neuzeit hauptsächlich auf den Anbau von Färberwaid (pastel) konzentrierte. Der Import von Indigo führte ab dem 18. Jahrhundert zu einem allmählichen wirtschaftlichen Niedergang und die Bauern wandten sich wieder der ‚normalen‘ Landwirtschaft zu. Im ausgehenden 20. Jahrhundert ist der Tourismus in Form der Vermietung von Ferienwohnungen (gîtes) als Wirtschaftsfaktor hinzugekommen.

## Geschichte
Die Ursprünge des – wie viele Orte im Lauragais – auf einem Hügel gelegenen Ortes reichen wahrscheinlich weit zurück. Im Mittelalter wurde Mireval von einer Stadtmauer umgeben, von der sich noch zwei Tore erhalten haben. Über Zerstörungen während der Albigenserkreuzzüge (1209–1229), des Hundertjährigen Krieges (1337–1453) oder der Hugenottenkriege (1562–1598) ist nichts bekannt.
Vom 7. Juni 1972 bis zum 31. Dezember 1988 war die Gemeinde Mireval-Lauragais ein Ortsteil der Gemeinde Laurabuc.

## Sehenswürdigkeiten
- Das Ortsbild von Mireval zählt zu den schönsten im Lauragais.
- Die mit ihrem vierteiligen Glockengiebel den Ort dominierende gotische einschiffige Pfarrkirche (Église Saint-Jean-Baptiste) stammt aus dem 13. Jahrhundert, wurde jedoch im 19. Jahrhundert modernisiert. Bemerkenswert sind die – aufgrund des abschüssigen Geländes – enorm hohe Apsis mit ihren hochliegenden Fenstern und das Archivoltenportal. Die Kirche wurde im Jahr 1994 als Monument historique[3] anerkannt.
- Von der ehemaligen Stadtbefestigung aus dem 15. Jahrhundert sind noch zwei schmucklose Tore erhalten.
- Ein Waschhaus (lavoir) aus dem 19. Jahrhundert, das auch als Viehtränke (abreuvoir) genutzt wurde, ist ebenfalls zu sehen.
- Eine restaurierte Windmühle (moulin-à-vent) und ein aus Fachwerk konstruiertes Taubenhaus (pigeonnier) bereichern das Ortsbild.
- Ein noch erhaltener überdachter Beschlagbock (travail) ist ein nur noch selten erhaltenes Zeugnis bäuerlichen Lebens. Er diente zum Fixieren der Tiere während des Beschlagens oder der Hufpflege.